# Melaleuca lanceolata
Melaleuca lanceolata , es una especie fanerógama perteneciente a la familia de las mirtáceas.

## Distribución
Es un árbol pequeño o arbusto en el género Melaleuca, nativo de Australia. Tiene varios nombres comunes incluyendo Corteza de papel negra, Moonah, Árbol de te de la isla de Rottnest y Árbol de te negro del oeste.

## Descripción
La especie crece hasta una altura de 10 metros y tiene la corteza rugosa. Las hojas son lineares a estrechas elípticas, 5-15mm de largo y 1-3mm de ancho y dispuestas alternadamente en el tallo. Las espigas florales miden 2-4 cm e largo y aparecen principalmente en el verano, pero pueden aparecer espontáneamente durante todo el año.
Melaleuca lanceolata crece en  Australia Occidental, Australia Meridional, Victoria, Nueva Gales del Sur y Queensland en mallees o bosques abiertos.

## Variedades ysinonimia
Subsp. lanceolata
- Melaleuca pubescens Schauer in W.G.Walpers, Repert. Bot. Syst. 2: 928 (1843).
- Melaleuca curvifolia Schltdl., Linnaea 20: 654 (1847).
- Melaleuca parviflora var. pubescens (Schauer) Domin, Biblioth. Bot. 89: 1011 (1928).

Subsp. occidentalis Barlow, Austral. Syst. Bot. 1: 121 (1988).
Subsp. planifolia Barlow, Austral. Syst. Bot. 1: 119 (1988).
- Melaleuca leiostachya var. preissian Benth., Fl. Austral. 3: 145 (1867).
- Melaleuca preissiana var. leiostachya Benth., Fl. Austral. 3: 145 (1867).
- Melaleuca parviflora var. leiostachya (Benth.) Domin, Biblioth. Bot. 89: 1012 (1928).

subsp. thaeroides Barlow, Austral. Syst. Bot. 1: 121 (1988).
- Melaleuca seorsiflora F.Muell., Australas. J. Pharm. 1: 278 (1886).
- Myrtoleucodendron seorsiflorum (F.Muell.) Kuntze, Revis. Gen. Pl. 1: 241 (1891).[4]